# Csoportos tuskógomba
A csoportos tuskógomba (Desarmillaria tabescens) a Physalacriaceae családba tartozó,  Eurázsiában és Észak-Amerikában honos, lombos fák tuskóján, törzsének tövében élő, nyersen mérgező gombafaj.

## Megjelenése
A csoportos tuskógomba kalapja 3–8 cm széles, alakja eleinte domború, majd széles domborúan, idősen laposan, vagy kissé bemélyedően kiterül. Felszíne száraz, fiatalon sötétebb barna, letörölhető pikkelyek borítják, de idősen jobbára csak a közepén maradnak meg. Széle fiatalon begöngyölt, idősen hullámos, kissé bordázott, néha hullámos. Színe sárgásbarna, okkerbarna vagy fahéjbarna, néha sárgás; közepe sötétebb lehet. 
Húsa fehéres vagy halványbarnás, sérülésre nem változik. Szaga nem jellegzetes, íze kesernyés vagy nem jellegzetes.
Közepesen sűrű lemezei kissé lefutóak vagy tönkhöz nőttek, a féllemezek gyakoriak. Színük fiatalon fehéres, rózsás árnyalattal, idősen húsbarnásak. 
Tönkje 5–8 cm magas és 0,5–1 cm vastag. Alakja a töve felé vékonyodó. A csúcsánál sima és halványszürke vagy barnás; lejjebb sötétebb barna és szálas-pikkelyes. Gallérja nincs. 
Spórapora fehér. Spórája ellipszis alakú, jól látható csírapórussal, sima, inamiloid, mérete 6–9 x 4–5 µm. 

### Hasonló fajok
A gyűrűs tuskógomba, a tüskés tőkegomba, esetleg a mérgező fenyves sisakgomba vagy a vöröses kénvirággomba hasonlít hozzá. 

## Elterjedése és termőhelye
Eurázsiában és Észak-Amerikában honos. Magyarországon helyenként gyakori.
Elhalt vagy meggyengült lombos fák (főleg tölgy) tövében, tuskóján, a gyökerekhez kapcsolódva él; ha látszólag a talajon nő, a földben akkor is gyökerekhez kapcsolódik. Parazita is lehet. Szinte mindig nagy, tömött csoportokban látható. Júniustól októberig terem.
Ehető, de élvezeti értéke inkább csak a fiatalabb kalapoknak van és azokat is legalább 20-25 percig kell főzni (a főzőlevet pedig leönteni). Nyersen emésztőszervi panaszokat okozhat. 
Kutatások során vizsgálták antimikrobiális tulajdonságait, és kifejezetten hatékonynak találták néhány baktériumtörzzsel szemben.

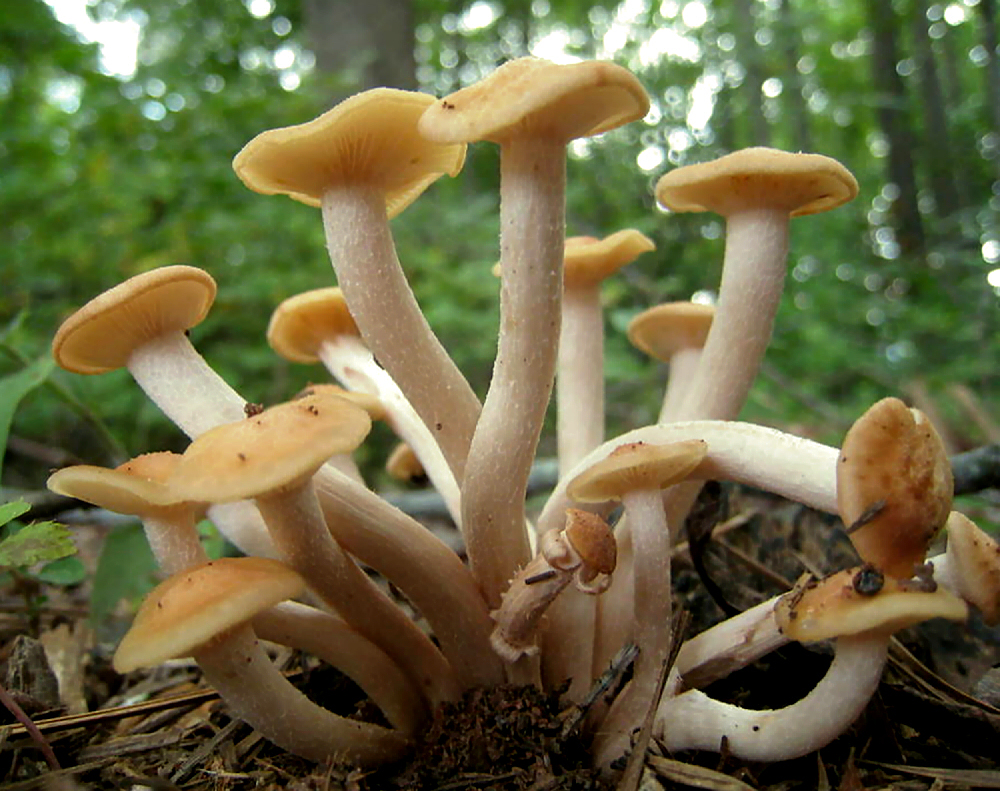
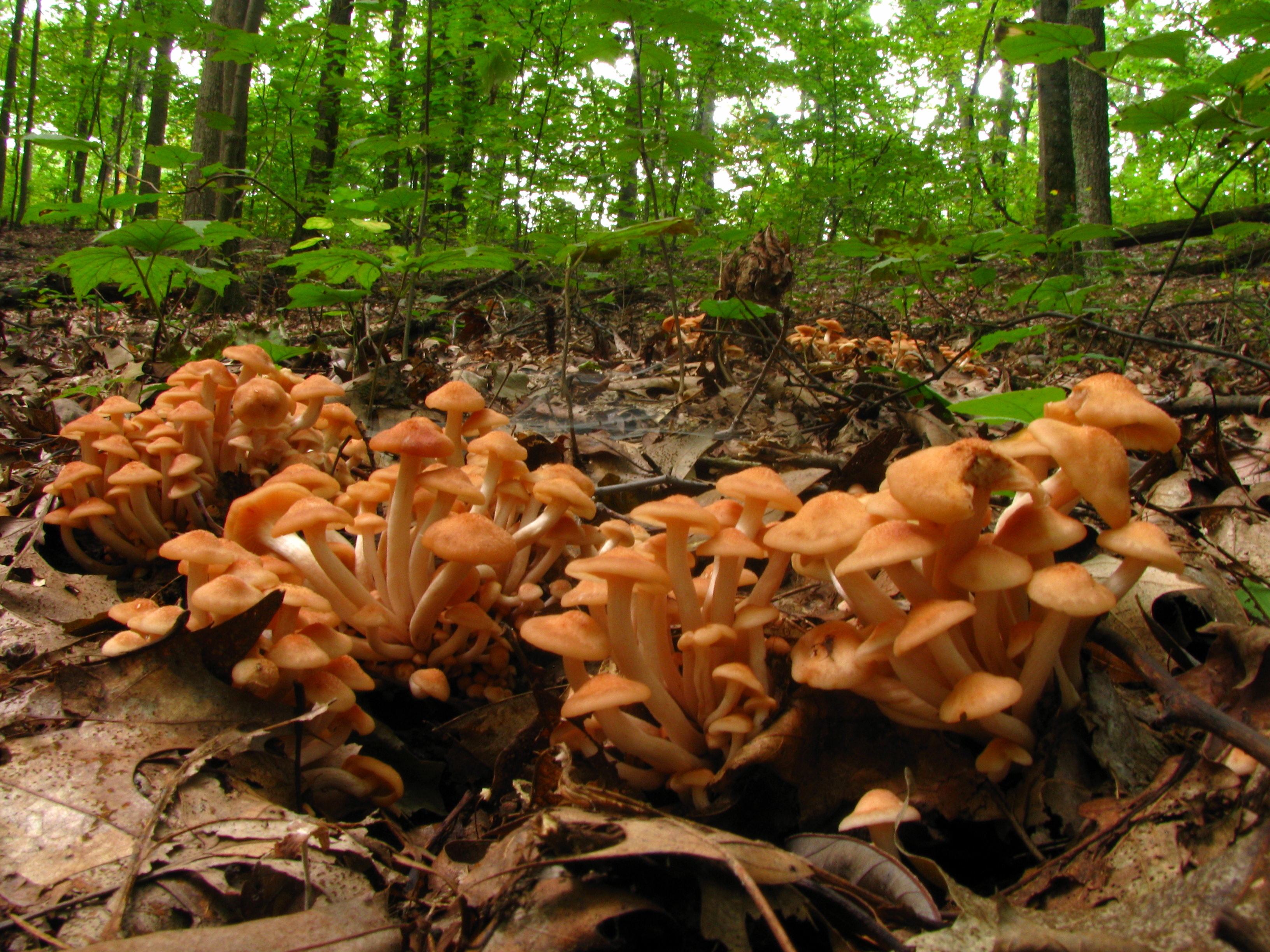
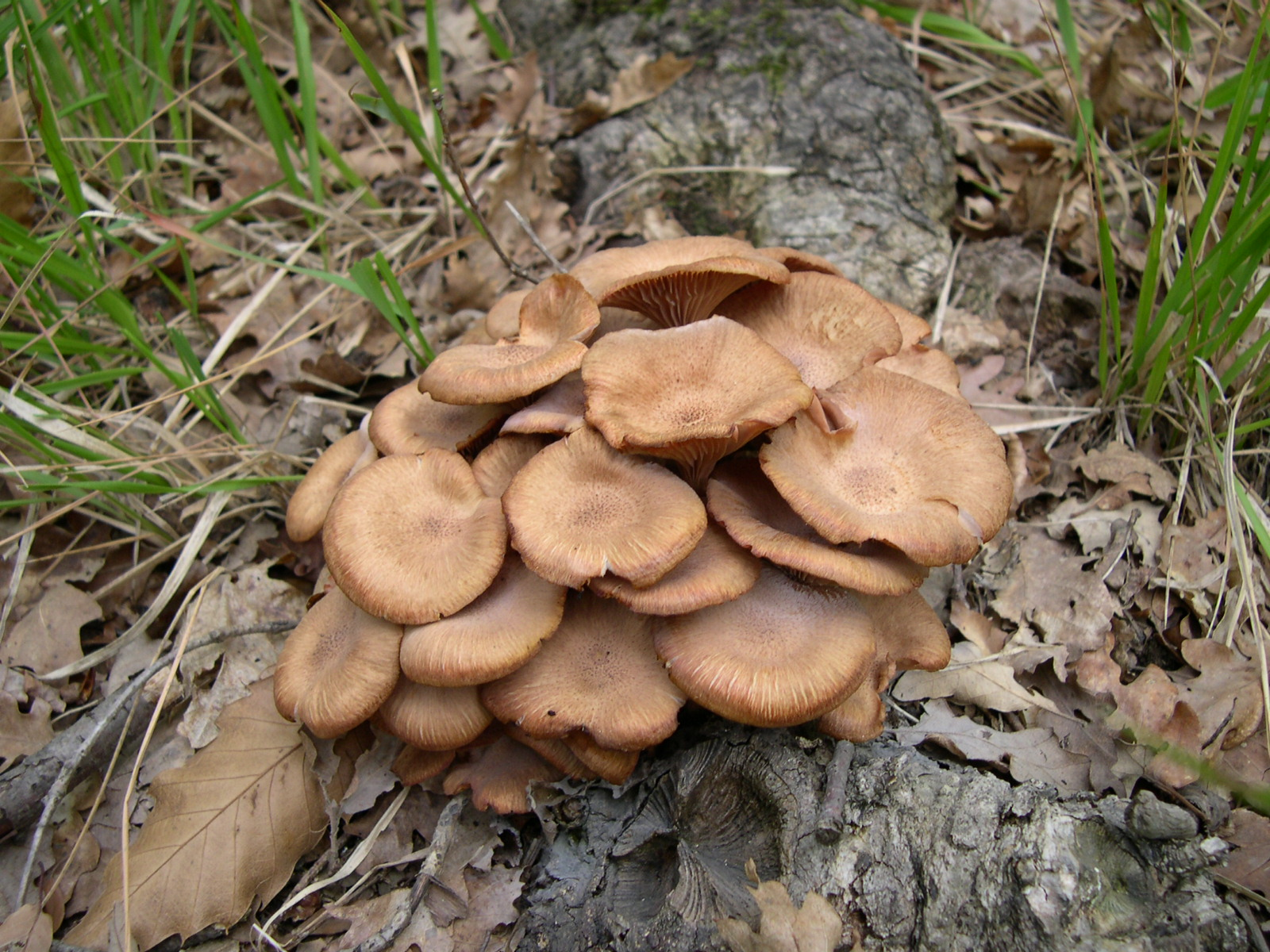
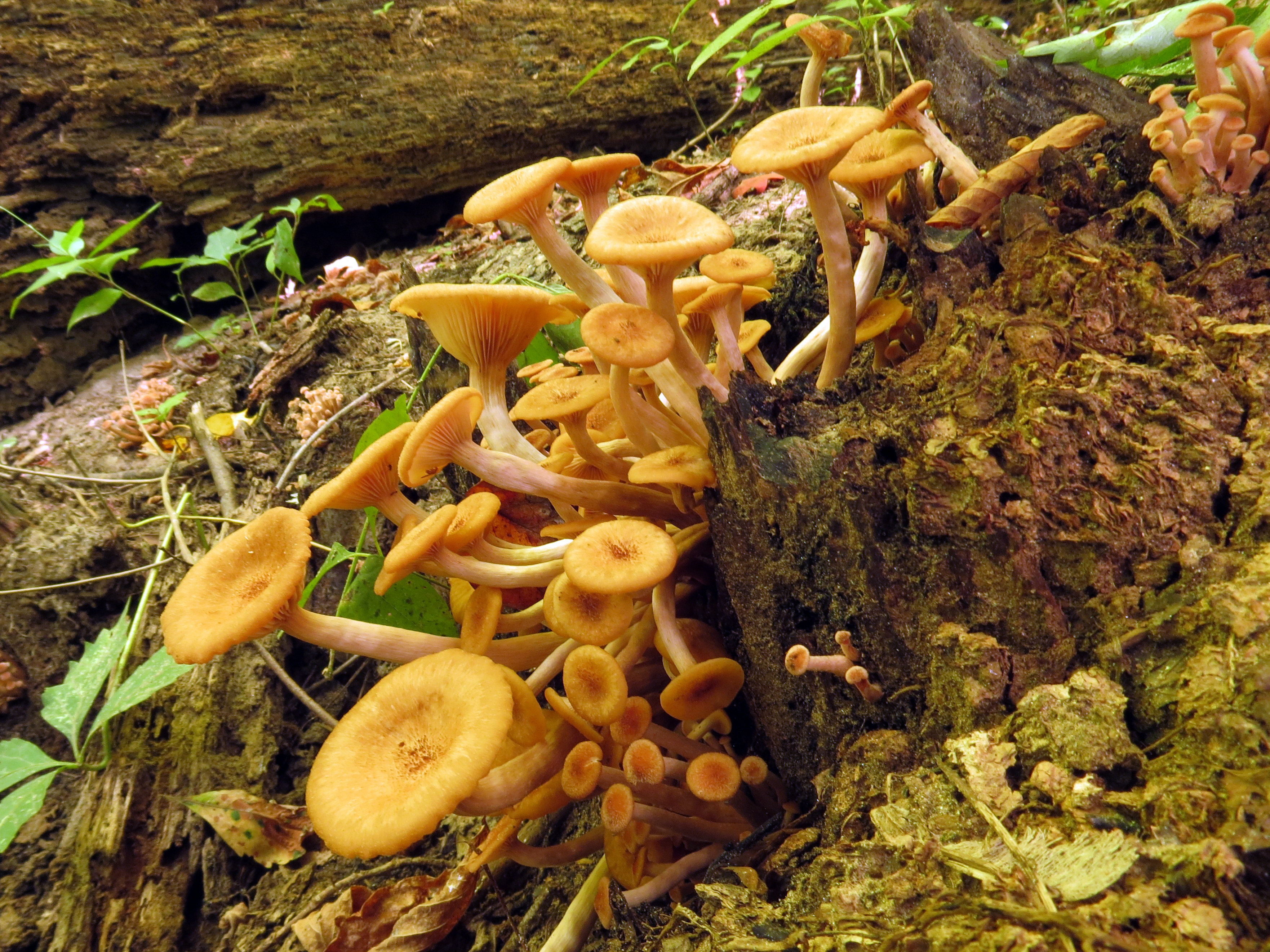
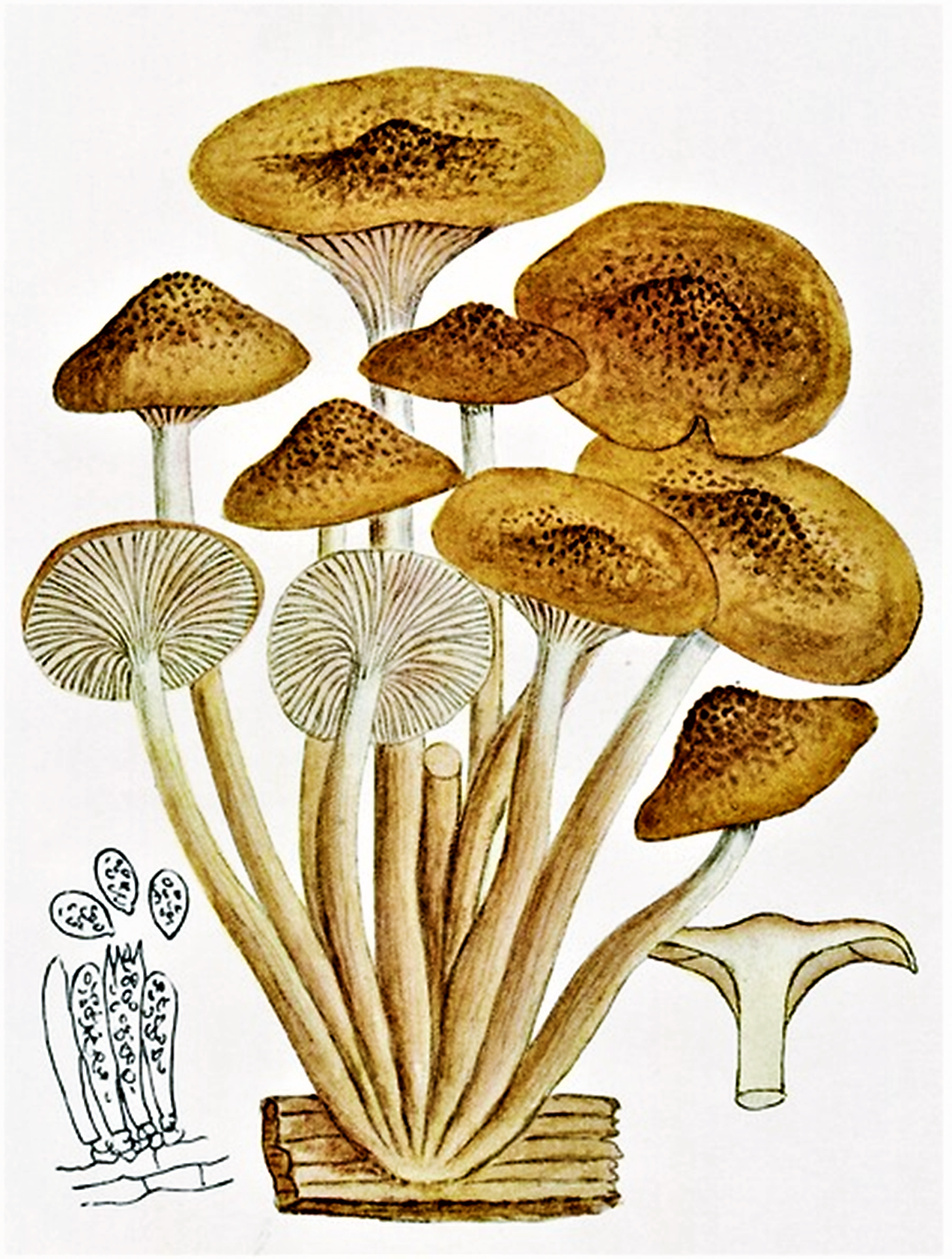